# ダキア属州

ダキア属州
Provincia Dacia

ダキア属州の位置

ダキア属州（ダキアぞくしゅう、ラテン語: Provincia Dacia）は、106年に現在のルーマニアの一部であるトランシルヴァニア地方南東部のバナトとオルテニアに設立されたローマ帝国の属州。ローマがこの地を占領してすぐに属州化が行われ、271年から275年にかけて放棄された。歴史家によれば、ダキア属州の人口は65万人から120万人の間であったと推測されている。ダキア・トライアナ（Dacia Traiana）やダキア・フェリクス（Dacia Felix）と呼ばれることもある。
2度に渡るダキア戦争（101年 - 106年）において、第13代皇帝トラヤヌス（在位 98年 - 117年）がダキア王デケバルスに対して歴史的勝利を挙げたことにより、ダキアはローマ帝国に併合されダキア属州となった。旧ダキア王国の領土のうち、北部のモルダヴィア地方やマラムレシュ地方、クリシャナ地方は併合されず、帝国外の自由ダキア人が治める地域として残った。

三分割されたダキア（水色の部分）
北よりDacia Porolissensis, Dacia Apulensis, Dacia Malvensis

119年、ダキア属州はダキア・スペリオル属州（Dacia Superior）とダキア・インフェリオル属州（Dacia Inferior）に2分割され、さらに124年にはダキア・スペリオル属州がダキア・アプレンシス属州（Dacia Apulensis）とダキア・ポロリセンシス属州（Dacia Porolissensis）に2分割された。またダキア・インフェリオル属州はダキア・マルウェンシス属州（Dacia Malvensis）とも呼ばれるようになる。しかし、マルコマンニ戦争（162年 - 180年）が勃発すると、これらの分割された属州の軍事・司法権限は統合され、以後三ダキア（Tres Daciæ）と呼ばれるようになる。
属州下のダキアにおいては植民市建設が行われるとともに、鉱山の開発が加速され、農業や畜産、交易が盛んになった。ダキア産の小麦は地元に駐屯する軍団の糧秣としてだけでなく、広くバルカン半島各地へ供給されるまでになった。植民市への人口集積も進み、軍団駐屯地を起源とする11から12か所の都市があったことが分かっており、そのうち8か所が植民市の地位を有するほど発展していた。属州都はウルピア・トライアナ・サルミゼゲトゥサと呼ばれ総督プロクラトル）が着任した。また、交通の要衝であるアプルムにはローマ軍団が駐屯していた。
ダキア属州は成立直後より外敵の圧力を受けていた。初期には自由ダキア人が、その後マルクス・アウレリウス帝（在位 161年 - 180年）の治世下では自由ダキア人と同盟を結んだサルマタイ人（サルマティア人）が原因であった。続くコンモドゥス帝（在位 180年 - 192年）とカラカラ帝（在位209年 - 217年）の時代は国境は比較的平穏であったが、その後の帝国混乱期にカルピ人がゴート族と共に国境を侵すようになった。248年から250年にかけてのゲルマン人（ゴート族等）の襲来、258年と268年のゴート族やカルピ人による侵入、267年と269年のゴート族とヘルール族による侵入などが挙げられる。このように国境に対する外圧が増す中、270年代になりローマ帝国はダキア属州を放棄した。後世の歴史家は、属州が放棄されたとする時期は、アウレリアヌス帝（在位 270年 - 275年）治世下だとする説を提示している。アウレリアヌス帝は、ダキアを放棄し、ドナウ川の南に位置するセルディカ（現ソフィア）を属州都としてモエシア・インフェリオル属州の領域内にダキア・アウレリアナ属州（新ダキア属州）を新設した。

## 主要都市
属州内の主要都市とその都市格
- ウルピア・トライアナ・サルミゼゲトゥサ ： コロニア（植民市）であり、属州都
- アプルム Apulum ： ムニキピウムからコロニアに昇格
- ドロベタ Drobeta ： ムニキピウムからコロニアに昇格
- ロムラ（英語版） Romula ： ムニキピウムからコロニアに昇格
- ナポカ Napoca ： ムニキピウムからコロニアに昇格
- ポタイッサ Potaissa ： ムニキピウムからコロニアに昇格
- ポロリッスム（英語版） Porolissum ： ムニキピウム
- ディエルナ（英語版） Dierna ： ムニキピウム
- ティビスクム Tibiscum
- Zlatna
- スキダビア Sucidava ： ムニキピウム又はコロニア